# Begegnungsstätte Dohnagestell

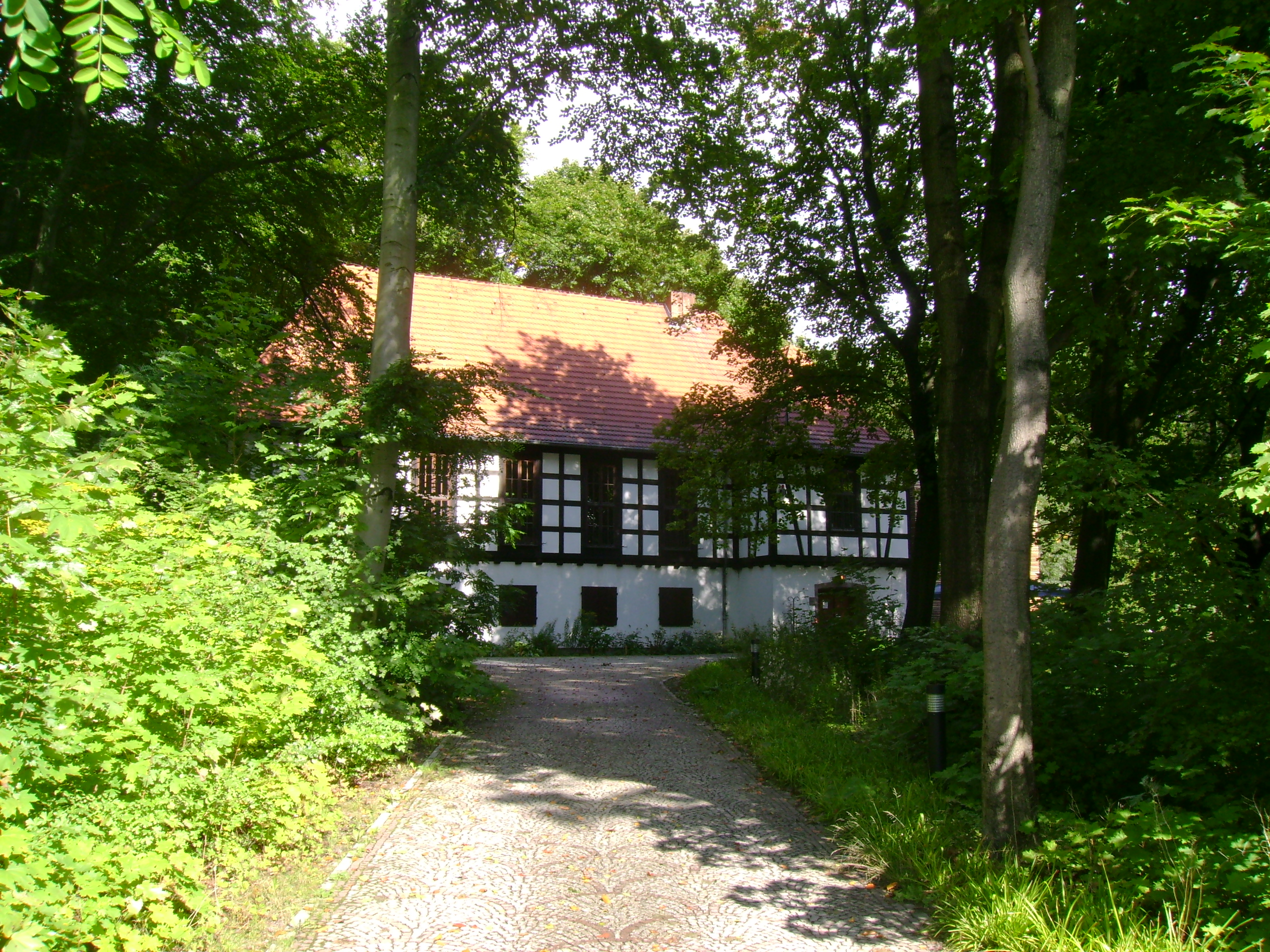
Begegnungsstätte Dohnagestell (2010)

Die Begegnungsstätte Dohnagestell ist eine Begegnungs- und Freizeiteinrichtung im Berliner Ortsteil Wedding. Das Haus befindet sich in der Nähe des Volksparks Rehberge und des Plötzensees. Es wurde 1937 im Stil der Heimatschutzarchitektur als Musterheim der Hitlerjugend gebaut, diente im 20. Jahrhundert als Haus der Jugend und ist mittlerweile eine von der Lebenshilfe betriebene Begegnungsstätte.

## Bau- und Nutzungsgeschichte
Im Dezember 1936 wurden alle deutschen Jugendlichen ab 10 Jahren per Gesetz zur Mitgliedschaft in der Hitlerjugend verpflichtet. Reichsweit sollten verstärkt Heime zur Unterbringung der örtlichen Hitlerjugend errichtet werden. Zum Bau dieser Heime wurden die Kommunen verpflichtet. Allein in Berlin wurden 149 Heimbauten geplant.
Maßgeblich für Bau und Gestaltung war der damalige „Reichsarchitekt der Hitlerjugend“ Hanns Dustmann. Dieser legte zum einen allgemeine Grundsätze für den Bau der HJ-Heime fest. Zum anderen gestaltete er ein Musterheim, die heutige Begegnungsstätte Dohnagestell. Das Haus entstand im Rahmen der Ausstellung „Gebt mir vier Jahre Zeit“, die 1937 auf dem Messegelände in Charlottenburg stattfand. Im Anschluss an die Ausstellung wurde das Gebäude 1938/39 an seinen heutigen Standort versetzt.
Nach dem Zweiten Weltkrieg diente das Haus bald wieder als Jugendheim. 1983 wurde es in eine Freizeitstätte für Familien umgebaut. Seit 2004 plante die Lebenshilfe, das Gebäude als Freizeit- und Begegnungsstätte zu nutzen. In den Jahren 2007/08 wurde das Haus erneut umgebaut und mit einem Anbau versehen. Dieser gewährleistet die Barrierefreiheit des Gebäudes und bietet einen zusätzlichen Rettungsweg.

## Gebäude
Getreu den damaligen Vorgaben sollte das Gebäude aus „bodenständigen Materialien“ und mit „traditionellen Motiven“ gestaltet sein, jedoch auch als Neubau erkennbar. Generell sollten die Heime eine „einfache, sachliche Grundhaltung“ zeigen. Als Vorbild diente Goethes Gartenhaus in Weimar.
Das Gebäude ist weiß verputzt, im Erdgeschoss sind kleine Fenster, die mit Fensterläden geschlossen werden können. Dort existieren ehemalige Gruppenräume der HJ und Zimmer für die ehemaligen Ortsführer der Hitlerjugend, die beide durch einen breiten Appellflur erschlossen werden. Im Obergeschoss existiert Fachwerk. Es wird durch ein Walmdach gedeckt. Das komplette Obergeschoss wird durch einen großen Saal, den sogenannten ehemaligen Feierraum, eingenommen. Dieser wird durch sichtbares Fachwerk, große Deckenbalken und Ausfachungen aus rotem Backstein gestaltet. Die Propagierung des Fachwerks sollte dabei nicht nur historische Bauten referenzieren und ein allgemeines Gefühl der Wärme erzeugen, sondern auch helfen, Stahl und Metall für kriegswichtige Zwecke zu sparen. Die Fenster im Obergeschoss sind raumhoch. Es ist bis heute weitgehend unverändert erhalten geblieben.